# Kloster Knechtsteden

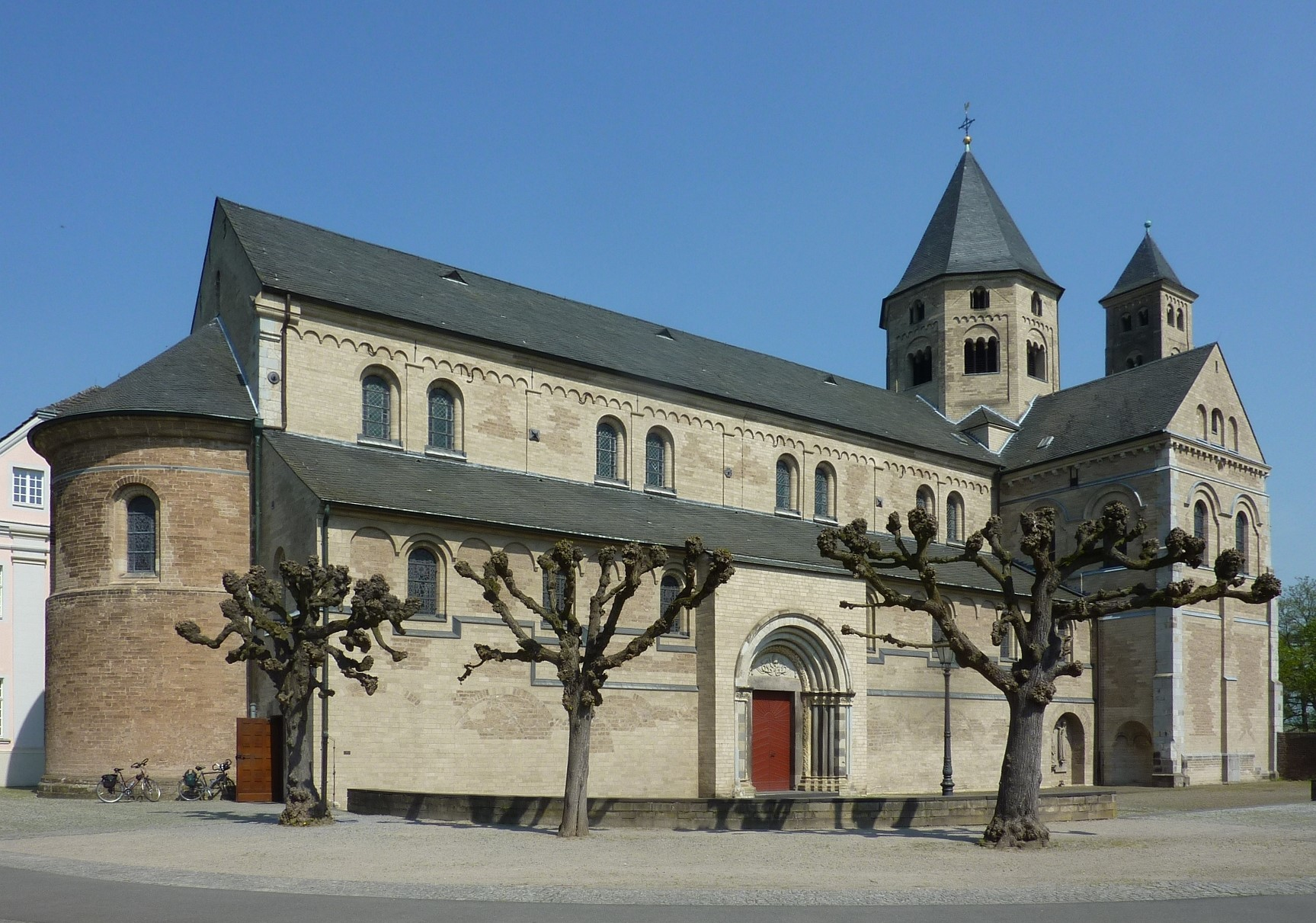
Basilika des Klosters Knechtsteden, Blick von Süden

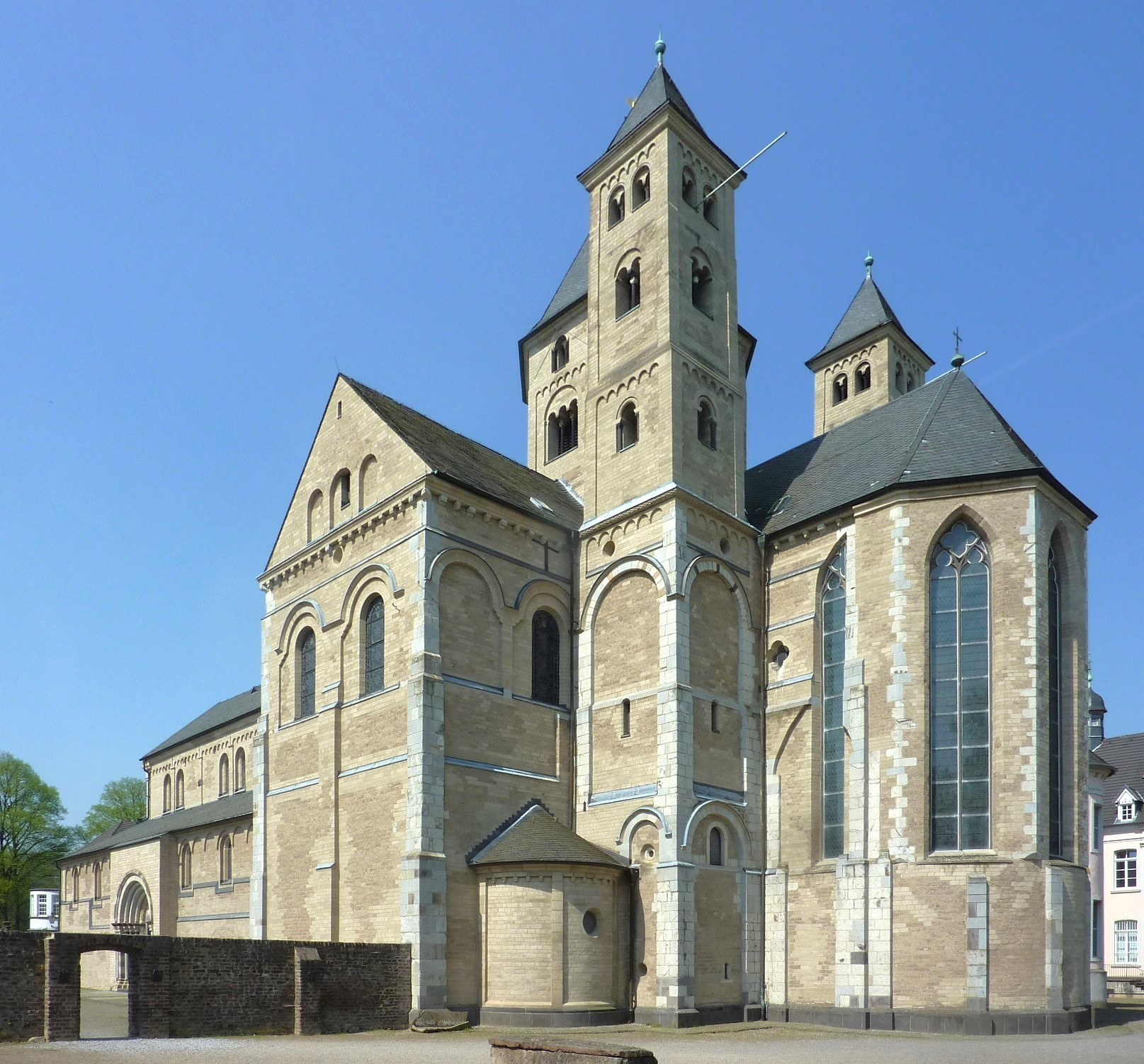
Basilika, Blick von Südosten

Das Kloster Knechtsteden ist eine ehemalige Prämonstratenserabtei aus dem frühen 12. Jahrhundert, die sich seit 1896 im Besitz des Spiritanerordens befindet. Sie liegt in Nordrhein-Westfalen westlich von Dormagen, westlich von Delhoven und südsüdwestlich von Straberg.
Die Klosteranlage liegt auf einer sanften Anhöhe neben der Senke eines ehemaligen Rheinarmes. Sie besteht aus einem Gelände, aus dem das Torhaus und die Klosterbasilika St. Andreas herausragen. Auf dem Klostergelände befinden sich auch das katholische Norbert-Gymnasium und eine Gaststätte. Das Kloster liegt in einem Naherholungs- und Naturschutzgebiet.

## Geschichte

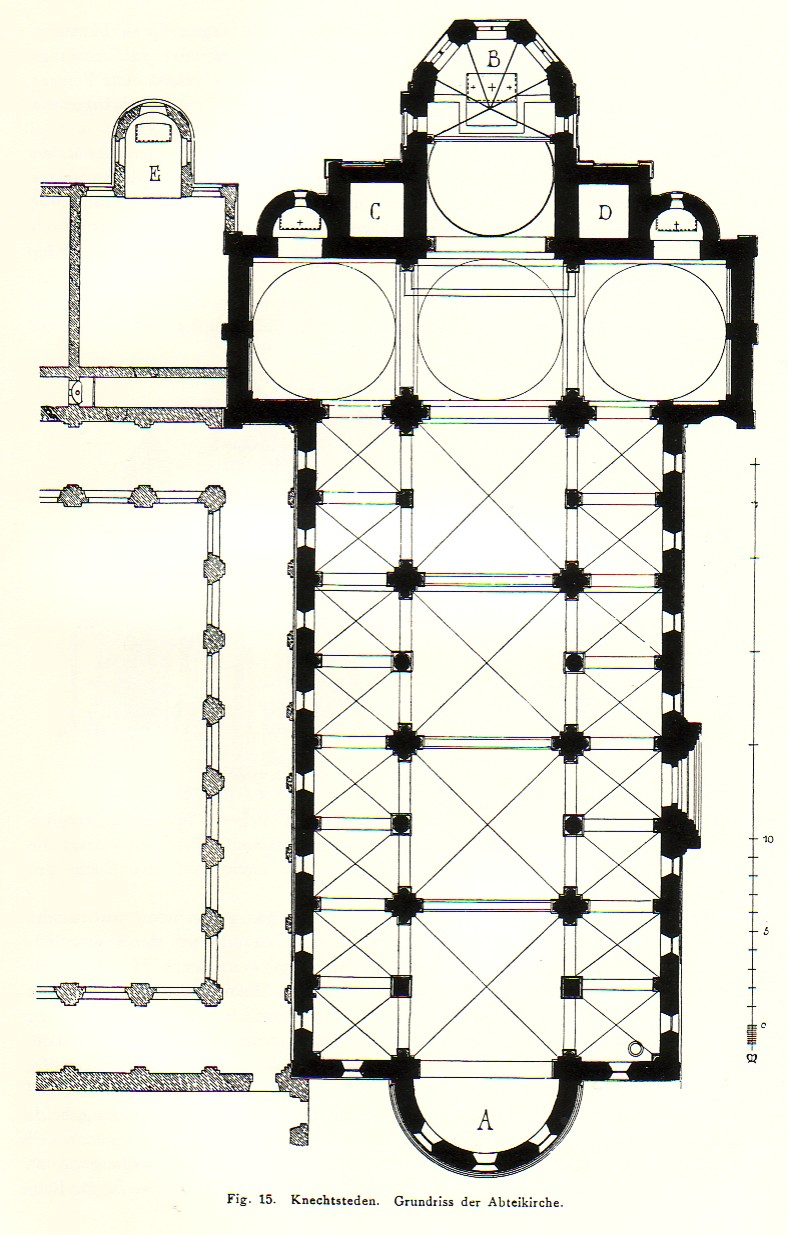
Grundriss der Klosterkirche

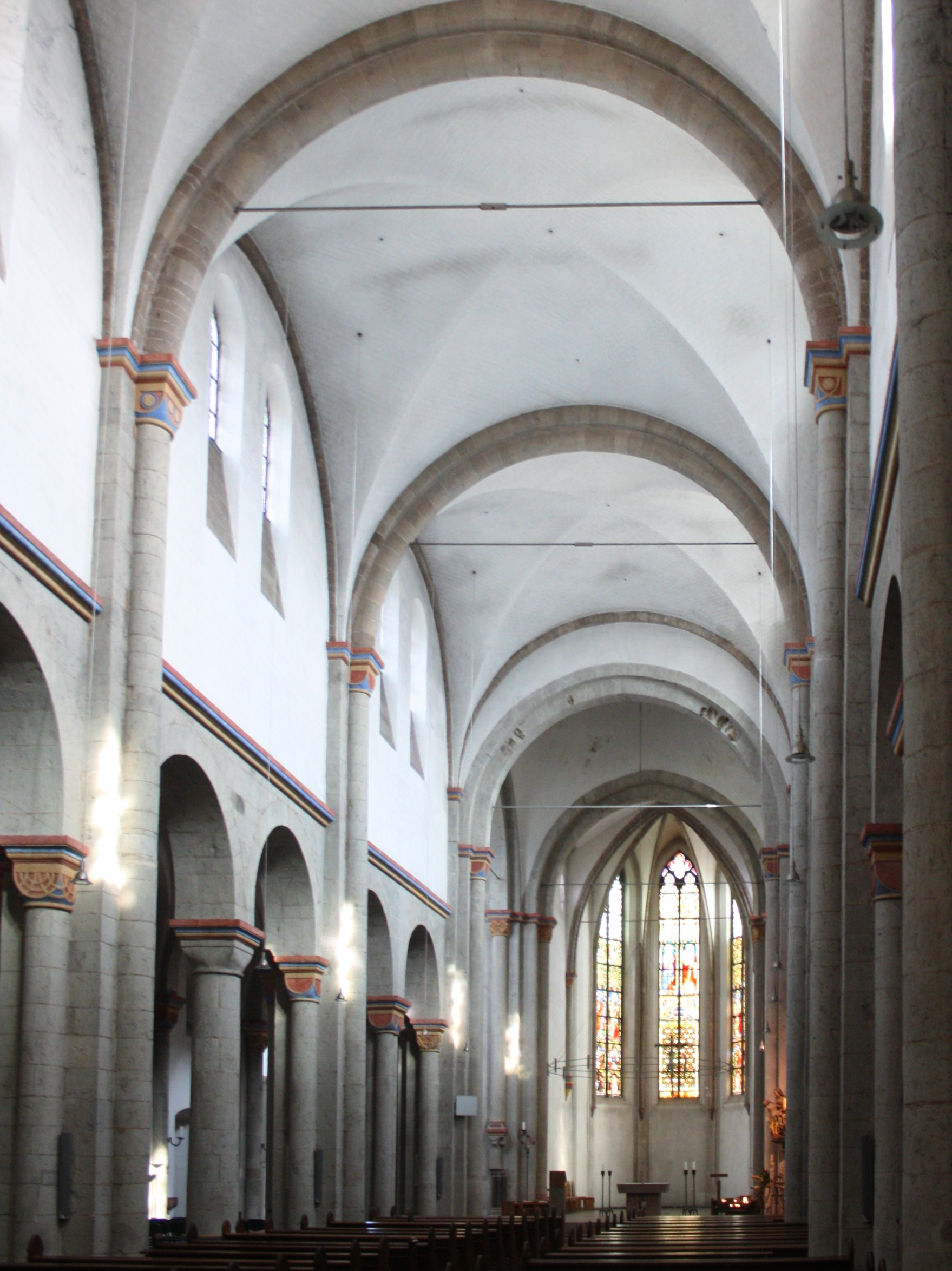
Kirchenschiff nach Osten

Veranlasst durch den Kölner Erzbischof Friedrich I. stiftete der Domdekan Hugo von Sponheim im Jahr 1130 dem Prämonstratenser-Orden um seinen Gründer Norbert von Xanten den Fronhof Knechtsteden. Wenige Jahre später wurde mit dem Bau des Stiftes neben dem Fronhof begonnen. Die Basilika wurde in zwei Bauabschnitten zwischen 1138 und 1181 im romanischen Stil errichtet. Der zweite Bauabschnitt wurde maßgeblich durch Geldzuwendungen des Klerikers Albert von Aachen gefördert. Er wurde um das Jahr 1164 hinter dem Altar bestattet; das Grab wurde 1962 wiederentdeckt. Infolge kriegerischer Auseinandersetzungen, wie der Schlacht von Worringen (1288) und der Neusser Fehde mit der Belagerung von Neuss durch den burgundischen Herzog Karl den Kühnen (1474), kam es zu Zerstörungen an den Gebäuden des Klosters und an der Basilika. Besonders die Ostapsis wurde so stark beschädigt, dass Abt Ludger sie im Jahr 1477 in gotischem Stil erneuern ließ. Da das Kloster Anfang des 18. Jahrhunderts finanziell gut ausgestattet war, wurden in dieser Zeit die meisten Gebäude in barockem Stil neu errichtet, darunter auch das Torhaus (1723).
Als Napoleon im Jahr 1795 die linksrheinischen Gebiete besetzte und diese zwei Jahre später gesetzlich mit dem französischen Staatsgebiet verband, flohen die Mitglieder des Klosters Knechtsteden, und dieses wurde von den Bewohnern der umliegenden Orte geplündert. Durch den Reichsdeputationshauptschluss wurden nach dem Willen Napoleons alle geistlichen Reichsstände und damit auch die Klöster und Stifte aufgelöst. Auch das Kloster Knechtsteden fiel dieser Säkularisation zum Opfer und wechselte mehrmals den Besitzer. Schließlich erwarb die Kölner Armenverwaltung den gesamten Komplex, um dort eine Heilstätte für Nervenkranke einzurichten. Ein verheerender Brand vernichtete allerdings 1869 die gesamte Anlage. Im Jahr 1895 wurde die Ruine schließlich mit Hilfe des Kölner Erzbischofs Philipp Krementz und der Erlaubnis der preußischen Regierung und finanzieller Unterstützung durch den Afrikaverein von Pater Amandus Acker für den Orden der Spiritaner erworben. Nach der Basilika wurden auch die anderen Gebäude des Klosters bis 1908 wieder aufgebaut. In den Jahren 1896–1905 errichtete Pater Acker dort eine Missionsschule, Brüdernoviziat und ein Priesterseminar.
Während der nationalsozialistischen Diktatur wurde das Kloster im Jahr 1941 beschlagnahmt und enteignet, die Ordensmitglieder wurden teils zwangsdienstverpflichtet, teils vertrieben bzw. zum Militär eingezogen.
Seit dem Ende des Zweiten Weltkriegs wird das Kloster wieder durch Spiritaner genutzt.

## Architektur
Die dreischiffige kreuzgratgewölbte Basilika mit Säulen und Pfeilern im „Rheinischen Stützenwechsel“ hat im Osten ein Querschiff und einen achtseitigen Vierungsturm. Durch diese Betonung der Ostanlage ist von außen kaum zu ahnen, dass es sich bei der Kirche eigentlich um eine Doppelchoranlage handelt. Der Westbau ist nur durch eine Apsis hervorgehoben; der Ostchor war den Mönchen vorbehalten, der Westchor diente der Pfarrgemeinde.
Der Blick nach Osten zeigt an den vergleichsweise hohen Spitzbogenfenstern, dass dieser hell beleuchtete Ostchor gotisch erneuert wurde. Romanische Chöre sehen anders aus, was am selben Bauwerk zu sehen ist, denn der Westchor ist in seiner originalen Gestalt von 1150/60 erhalten.

## Ausstattung

### Apsisfresken

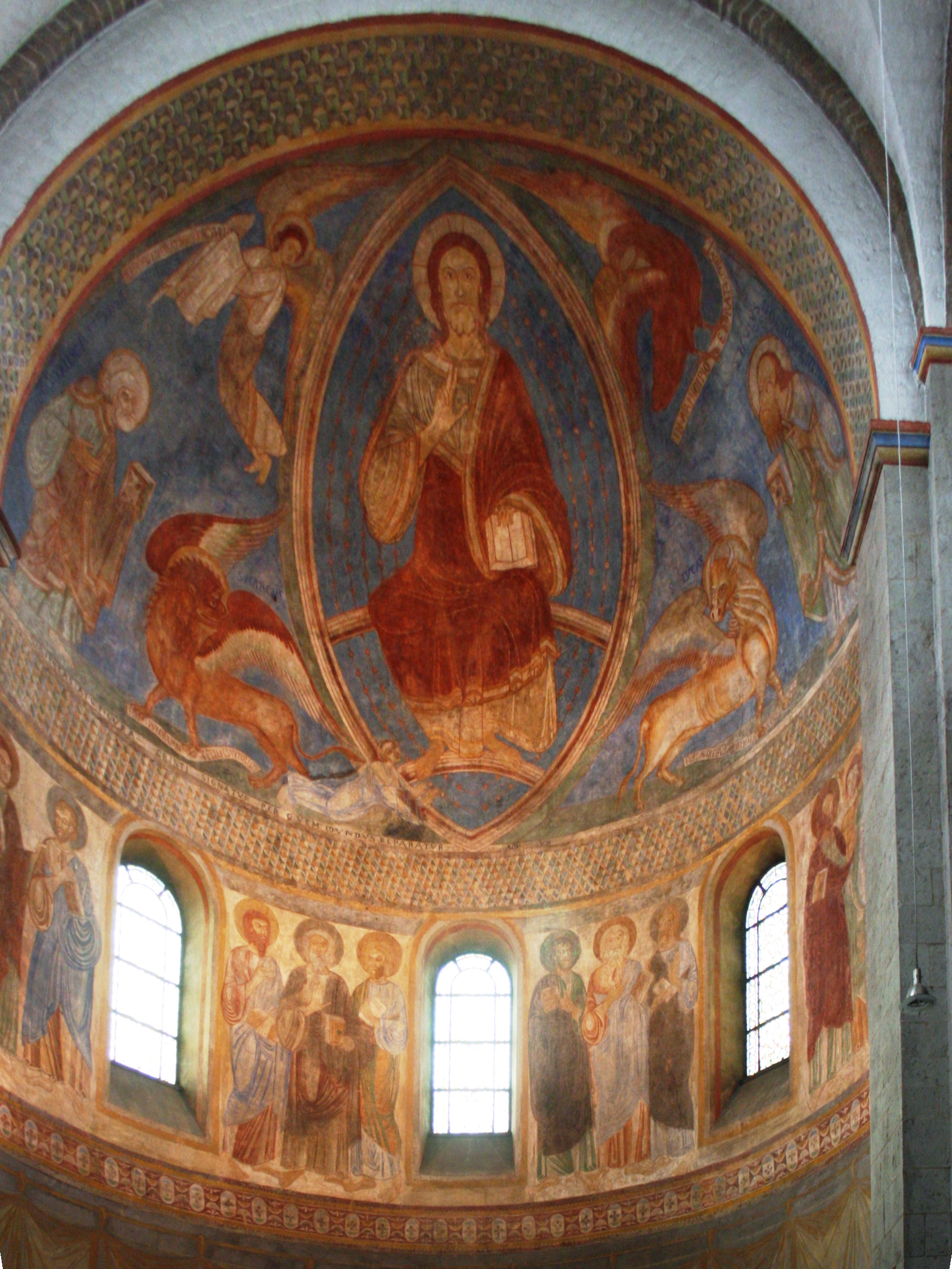
Apsisfresken im Westchor

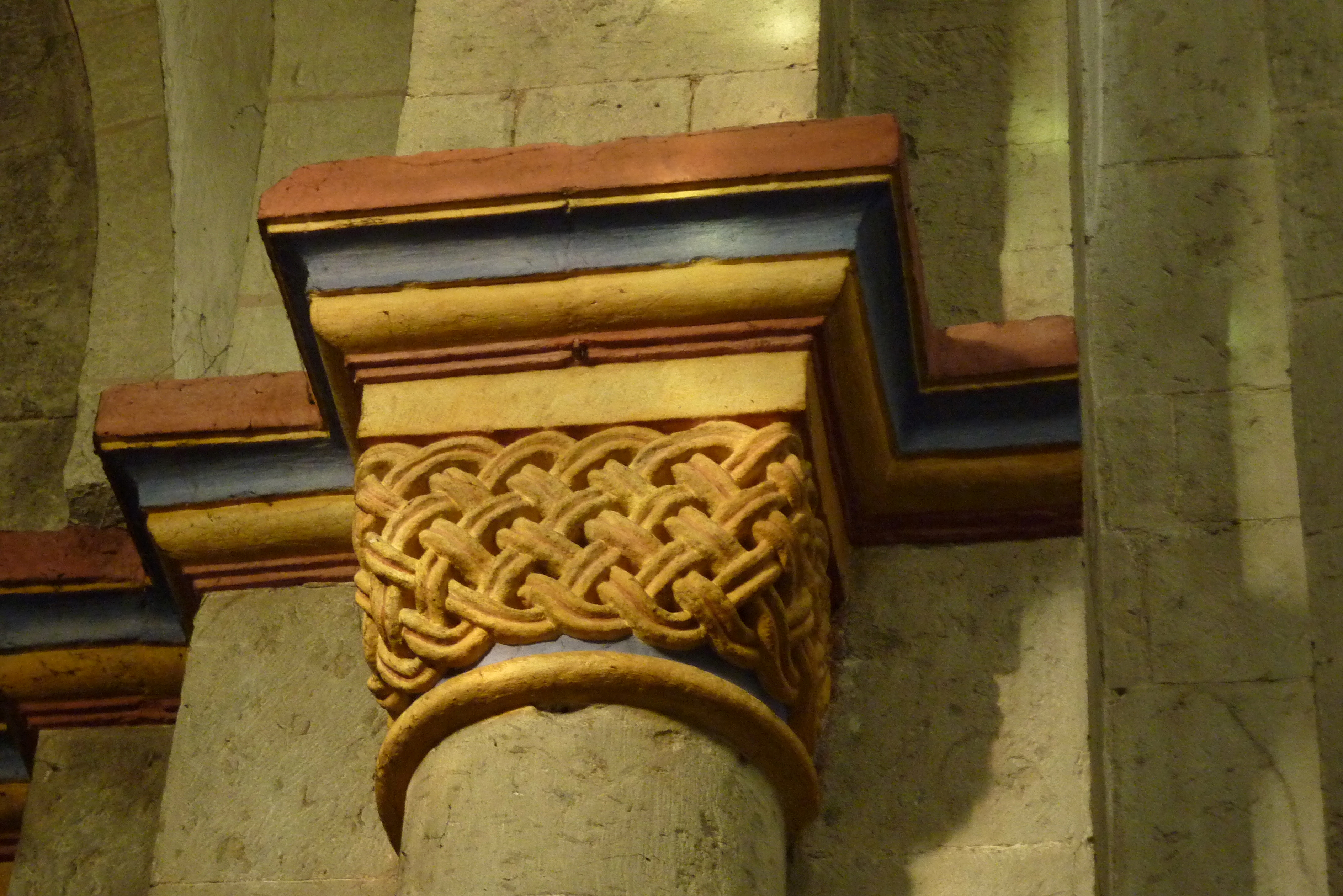
Flechtbandkapitell

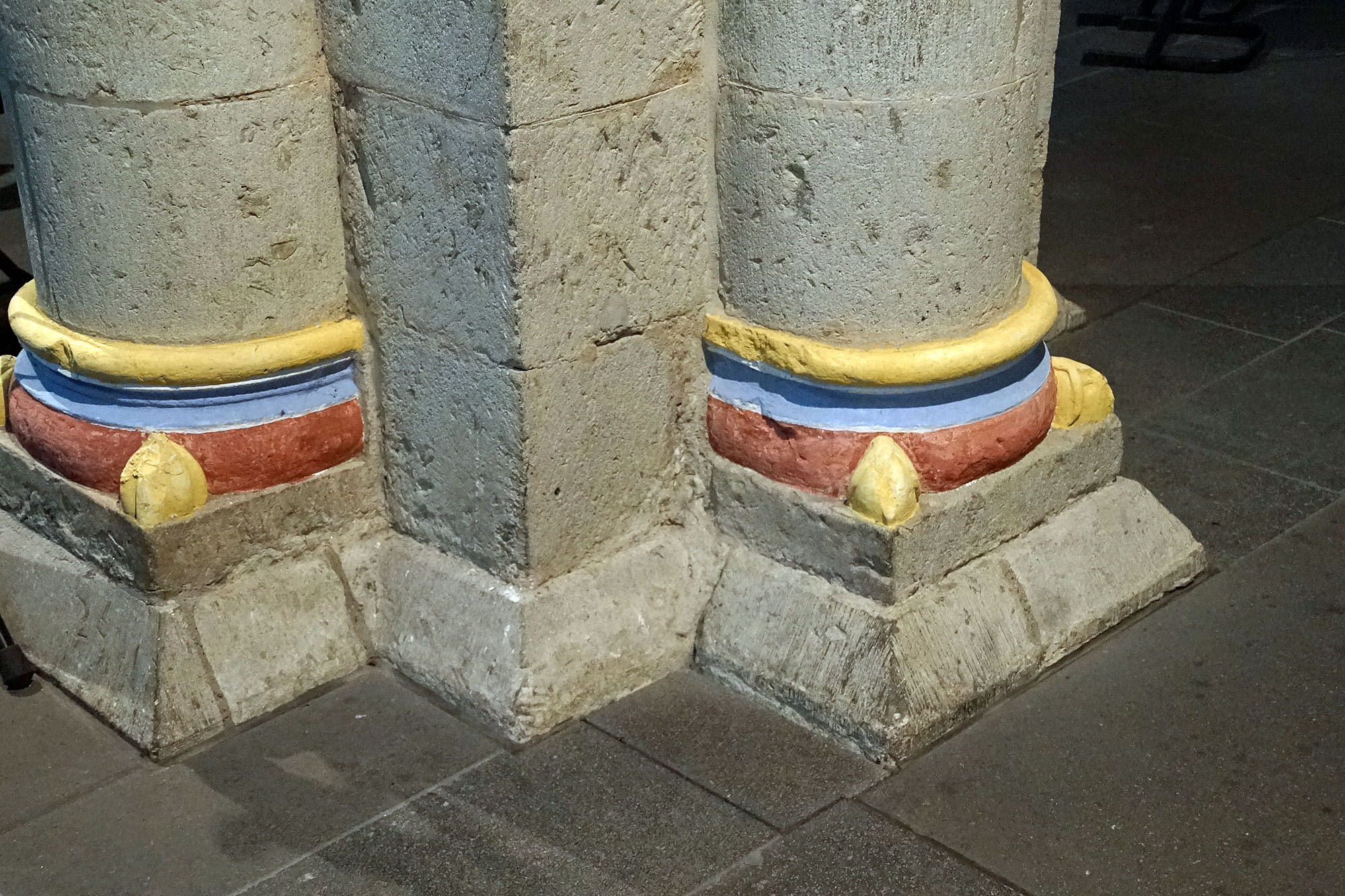
Säulenbasen

Die Malereien in der Westapsis waren jahrhundertelang übertüncht und wurden erst im Jahr 1869 freigelegt; sie stammen aus der Mitte des 12. Jahrhunderts und machen die Kirche besonders wertvoll. In der Apsiskalotte ist Christus in einer Mandorla auf einem Regenbogen sitzend als Pantokrator dargestellt. Pantokrator heißt eigentlich „Allherrscher“, gilt aber auch für den auferstandenen Christus (nach Offenbarung 1,8 ) und besonders in der byzantinischen Kunst als allgemeine Darstellung des thronenden Christus. Er ist umgeben von den vier Evangelistensymbolen (4,7 ) und zusätzlich links von Petrus als Fürst der Apostel und rechts von Paulus als Lehrer der Völker. Zu seinen Füßen liegend hat sich der Stifter der Kirche, Albert von Aachen, verewigen lassen. In der Fensterzone darunter stehen in vier Gruppen die elf übrigen Apostel (Paulus wurde als Apostel der Heiden den 12 Aposteln zugezählt). In den Jahren 1951/52 wurde dieses Fresko restauriert; in der unteren Zone wurde im Jahr 1975 ein Vorhang aufgemalt – in noch früheren Zeiten hing an solchen Stellen tatsächlich ein Vorhang.

### Kirchenschiffdekor
Bis zum Beginn des 20. Jahrhunderts gab es eine farbige romanische Dekoration der Architekturteile des Innern. Zum Rot der Säulen kamen das Blau, Goldgelb, Rot und Schwarzblau der Kapitelle, Kämpfer, Gesimse und Gurtbögen, wodurch ein wundervoller Farbklang entstand. Es war eines der frühesten und vollständigsten romanischen Dekorationssysteme am Niederrhein. Es wurde jedoch beseitigt und durch einen grauen Anstrich ersetzt. Im Jahr 1938, zur 800-Jahr-Feier, wurde das Innere auf der Grundlage alter Farbspuren neu gefasst.

### Kapitelle
Beachtenswert sind die nichtfigürlichen Kapitelle aus der Zeit um 1150, deren farbliche Fassung unter Aufsicht der Denkmalpflege wiederhergestellt wurde. Ihr Dekor entstammt dem ottonischen und salischen Formenkreis. Auch die Basen der Säulen sind farbig gefasst.

### Skulpturen
In der Klosterkirche gibt es nur wenige Figuren; ganz besonders hervorzuheben ist eine volkstümlich als „Not Gottes“ bezeichnete ca. 70 cm hohe Pietà-Figur aus dem 14. Jahrhundert am südlichen Chorpfeiler, deren farbige Fassung Ende des 19. Jahrhunderts erneuert wurde.

### Kirchenfenster
Die Kirchenfenster wurden in den Jahren von 1889 bis 1910 von der Kölner Glasmalereiwerkstätte Schneiders & Schmolz erneuert.

### William-Holt-Orgel
In der Knechtstedener Basilika steht seit 2009 eine historische Orgel aus England. Sie wurde um 1850 von William Holt in Leeds, Yorkshire, im englisch-romantischen Stil erbaut und stand in einer Methodistenkirche in Tockwith. Nach Schließung dieser Kirche wurde die Orgel von der niederländischen Orgelbaufirma Feenstra restauriert und in Knechtsteden aufgebaut, wo sie ein elektronisches Instrument ersetzte. Die Orgel verfügt um 18 klingende Register, verteilt auf zwei Manuale und Pedal. Ursprünglich war das Orgelgehäuse mahagonifarben und die Prospektpfeifen komplett mit Blattgold überzogen. Die Pfeifen wurden jedoch schon um 1900 übermalt, das Gehäuse für Knechtsteden weiß angestrichen. Die Orgel erklingt häufig in Orgel- und Ensemblekonzerten, stets mit freiem Eintritt.

### Glocken
Seit 1931 hat die Knechtstedener Basilika ihr fünfstimmiges Geläute, das von der Glockengießerei Otto in Hemelingen bei Bremen gegossen wurde. Die Glocken sind mit Reliefs des Kölner Künstlers Toni Stockheim verziert.
Das Geläute sollte im Zweiten Weltkrieg eingeschmolzen werden. Die große Kirchenglocke durfte allerdings im Turm bleiben, da sie nicht durch das Aufzieh-Loch im Turm passte. Nach Beendigung des Krieges fand man die Glocken auf dem Glockenfriedhof in Hamburg-Veddel unversehrt auf und hängte sie erneut im Turm auf. Seitdem rufen sie wieder die Gläubigen zum Gottesdienst.
| Glocke | Name           | Gewicht ≈ | Durchmesser | Schlagton |
| ------ | -------------- | --------- | ----------- | --------- |
| 1      | Dreifaltigkeit | 4021 kg   | 1791 mm     | b°+2      |
| 2      | Maria          | 2325 kg   | 1506 mm     | des’±0    |
| 3      | Andreas        | 1649 kg   | 1350 mm     | es’-1     |
| 4      | Norbertus      | 1185 kg   | 1195 mm     | f’+4      |
| 5      | Amandus        | 0963 kg   | 1124 mm     | ges’±0    |

## Heutige Klosteranlage

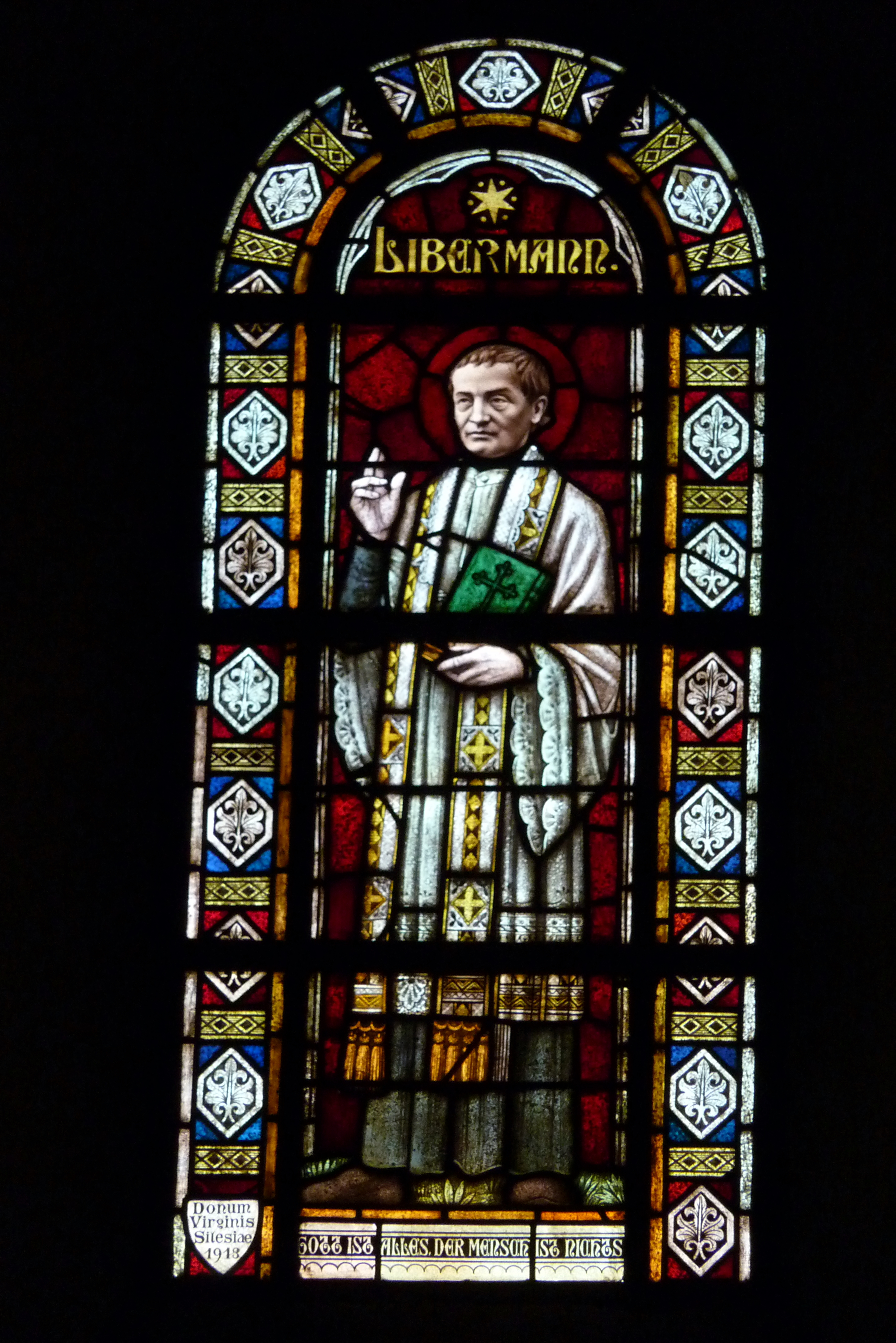
François Libermann

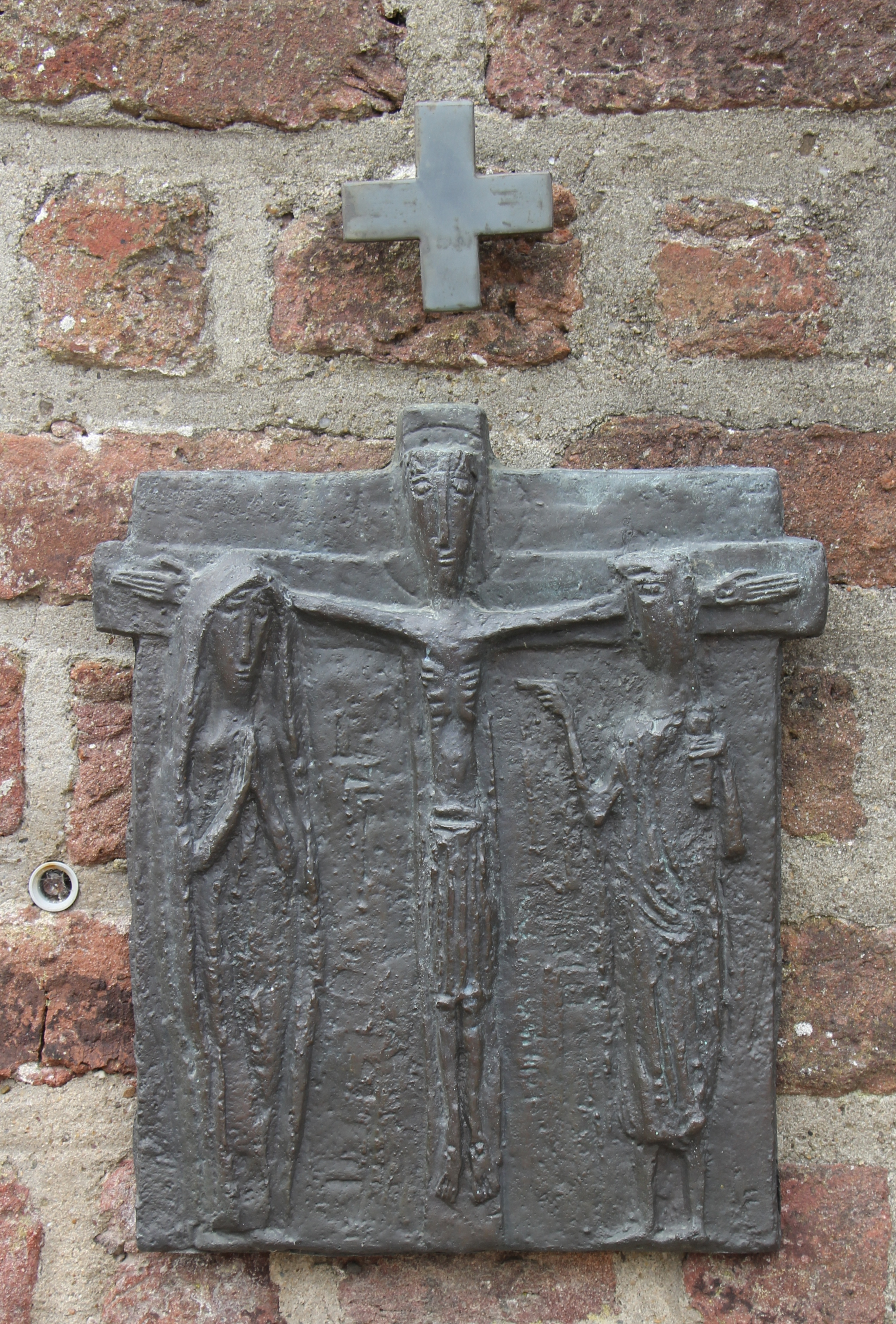
Station 12 des Kreuzwegs im Kreuzhof (Künstler: Hanns Fay)

Im Kloster leben Stand 2024 ca. 26 Spiritaner, davon 4 unter 70, die allerdings die ursprünglich große Landwirtschaft des Klosters aufgegeben haben und heute das Hauptgebäude bewohnen. Sie nehmen seelsorgerische Aufgaben in der Region wahr. Die Ausbildung von Missionaren findet in den Ausbildungs-Werkstätten der Kongregation auf internationaler Ebene statt.
In religiöser wie kultureller Hinsicht finden Wallfahrten, Musik- und andere Veranstaltungen wie das jährliche 'Oktober-Fest' statt. Überregionalen Bekanntheitsgrad hat dabei vor allem das Festival Alte Musik, das im Jahr 1992 von Hermann Max gegründet wurde. Einmal im Jahr führt eine Wallfahrt der sechsten Klassen der Erzbischöflichen Schulen des Bezirkes Köln zum Kloster Knechtsteden. Neben der Kirche besteht ein Klosterladen sowie der Kloster-Friedhof mit der von Pater Heinz Sand gefertigten Gedenk-Tafel. Das Kloster ist frei zugänglich, Sonderführungen können vereinbart werden.
Des Weiteren befindet sich in der Klosteranlage seit August 2003 das ZVA-Bildungszentrum. Seine Hauptaufgabe besteht darin, Augenoptiker berufsbegleitend auf die Meisterprüfung im Augenoptikerhandwerk vorzubereiten. Dabei wird es den Teilnehmern ermöglicht, weiterhin berufstätig zu bleiben. Darüber hinaus bietet das ZVA-BZ in Kooperation mit der FH Aachen einen berufsbegleitenden Bachelor-Studiengang Augenoptik und Optometrie sowie fachspezifische Seminare an. Auf nahezu 1000 m² werden mit augenoptischen Geräten und Präsentationstechniken mehrere hundert Kursteilnehmer pro Jahr geschult.
Im ehemaligen Brüderhaus war bis 2003 das „Libermannhaus“ (benannt nach einem der beiden Begründer der Missionsgesellschaft vom Hl. Geist und vom Unbefleckten Herzen Mariä, Franz Maria Paul Libermann – einem konvertierten Rabbiner aus Zabern/Saverne im Elsass) als Tagungs- und Bildungsstätte untergebracht. Seit 2003 wird das Gebäude als „Pension Augenblick Knechtsteden“ durch das ZVA-Bildungszentrum betrieben (die Nutzung des religiösen Fortbildungs- und Exerzitienhauses, welche zunächst noch in eingeschränktem Umfang erhalten blieb, endete mit dem 31. Dezember 2007) und steht auch externen Gästen offen.
Einige Gebäude des Klosters werden vom Norbert-Gymnasium genutzt.

## Persönlichkeiten
- Winand Kayser, Prämonstratenser-Chorherr der Abtei Knechtsteden, kaufte nach Aufhebung des Klosters die Abteigebäude und den Gutshof. Förderer der Landwirtschaft im Kreis Neuss.
- Emil August Allgeyer, Spiritanerpater und Apostolischer Vikar von Sansibar, empfing 1897 hier die Bischofsweihe und erteilte sie dort 1906 selbst Franz Xaver Vogt, dem neuen Apostolischen Vikar von Bagamoyo.
- Richard Gräf, Regens des Priesterseminars und Buchautor
- Josef Theodor Rath CSSp (1900–1993), Historiker der Ordens-Hochschule (Missions- und Ordens-Geschichte), Knechtsteden.
- Peter Marzinkowski CSSp (1939–2024), Bischof von Alindao in der Zentralafrikanischen Republik lebte zuletzt hier.